# Handball-Bundesliga
L'Handball-Bundesliga è la massima categoria del campionato tedesco di pallamano maschile.
Organizzato dalla omonima lega tedesca posta sotto la DHB (federazione tedesca di pallamano), esso si svolge dalla stagione 1949-50 e da allora si è sempre svolto senza interruzioni. Prima del 1966, i campioni dei vari tornei regionali si sfidavano per il titolo di campione di Germania. A partire dalla stagione 1966-67 il campionato ha assunto la denominazione di Handball-Bundesliga; fino al 1974 venne disputata con la formula dei due gironi (Nord e Sud); i vincitori dei due gruppi si sfidavano in finale per il titolo. Dal 1977 (con l'eccezione della stagione 1991/92 a causa dell'inclusione della ex DDR-Oberliga in campionato), la Bundesliga viene svolta in un girone unico, la cui prima classificata al termine della stagione viene automaticamente proclamata campione.
Al di sotto della Handball-Bundesliga si trovano la 2. Handball-Bundesliga, che rappresenta il campionato di secondo livello ed al quale partecipano 20 squadre e la 3. Liga, suddivisa in quattro giorni da 16 club ciascuno; tutti questi campionati sono a carattere nazionale. Al di sotto di essi vi sono i vari livelli regionali.
La vittoria nel campionato dà al club vincitore il titolo di campione di Germania per la stagione successiva; a tutto il 2024 la squadra ad avere vinto più titoli è il THW Kiel con 23 titoli.

## Formula

### Svolgimento del torneo
Il campionato si svolge tra 18 squadre che si affrontano con la formula del girone all'italiana con partite di andata e ritorno. Per ogni incontro i punti assegnati in classifica sono così determinati:
- due punti per la squadra che vinca l'incontro;
- un punto per entrambe le squadre che pareggino l'incontro;
- zero punti per la squadra che perda l'incontro.

### Verdetti
Al termine del torneo, a seconda del piazzamento delle squadre in classifica, vengono emessi i seguenti verdetti:
- 1ª classificata: viene proclamata campione di Germania ed acquisisce il diritto a partecipare alla fase a gironi dell'EHF Champions League;
- 2ª classificata: acquisisce il diritto a partecipare alla fase a gironi dell'EHF Champions League;
- 3ª classificata: acquisisce il diritto a partecipare alla fase a gironi dell'EHF European League;
- 4ª classificata: acquisisce il diritto a partecipare alla fase a gironi dell'EHF European League;
- 5ª classificata: acquisisce il diritto a partecipare al turno di qualificazione dell'EHF European League;
- 6ª classificata: acquisisce il diritto a partecipare al turno di qualificazione dell'EHF European League;
- 17ª classificata: retrocede in 2. Handball-Bundesliga;
- 18ª classificata: retrocede in 2. Handball-Bundesliga.

## Albo d'oro
| Edizione | Edizione  | Vincitore            |
| -------- | --------- | -------------------- |
| 1        | 1950      | Polizei Amburgo      |
| 2        | 1951      | Polizei Amburgo      |
| 3        | 1952      | Polizei Amburgo      |
| 4        | 1953      | Polizei Amburgo      |
| 5        | 1954      | Frisch Auf Göppingen |
| 6        | 1955      | Frisch Auf Göppingen |
| 7        | 1956      | Berliner SV 1892     |
| 8        | 1957      | Kiel                 |
| 9        | 1958      | Frisch Auf Göppingen |
| 10       | 1959      | Frisch Auf Göppingen |
| 11       | 1960      | Frisch Auf Göppingen |
| 12       | 1961      | Frisch Auf Göppingen |
| 13       | 1962      | Kiel                 |
| 14       | 1963      | Kiel                 |
| 15       | 1964      | Berliner SV 1892     |
| 16       | 1965      | Frisch Auf Göppingen |
| 17       | 1966      | Gummersbach          |
| 18       | 1966-1967 | Gummersbach          |
| 19       | 1967-1968 | Leutershausen        |
| 20       | 1968-1969 | Gummersbach          |
| 21       | 1969-1970 | Frisch Auf Göppingen |
| 22       | 1970-1971 | Grün-Weiß Dankersen  |
| 23       | 1971-1972 | Frisch Auf Göppingen |
| 24       | 1972-1973 | Gummersbach          |
| 25       | 1973-1974 | Gummersbach          |
| 26       | 1974-1975 | Gummersbach          |
| 27       | 1975-1976 | Gummersbach          |
| 28       | 1976-1977 | Grün-Weiß Dankersen  |
| 29       | 1977-1978 | Großwallstadt        |
| 30       | 1978-1979 | Großwallstadt        |

| Edizione | Edizione  | Vincitore           |
| -------- | --------- | ------------------- |
| 31       | 1979-1980 | Großwallstadt       |
| 32       | 1980-1981 | Großwallstadt       |
| 33       | 1981-1982 | Gummersbach         |
| 34       | 1982-1983 | Gummersbach         |
| 35       | 1983-1984 | Großwallstadt       |
| 36       | 1984-1985 | Gummersbach         |
| 37       | 1985-1986 | Essen               |
| 38       | 1986-1987 | Essen               |
| 39       | 1987-1988 | Gummersbach         |
| 40       | 1988-1989 | Essen               |
| 41       | 1989-1990 | Großwallstadt       |
| 42       | 1990-1991 | Gummersbach         |
| 43       | 1991-1992 | Wallau-Massenheim   |
| 44       | 1992-1993 | Wallau-Massenheim   |
| 45       | 1993-1994 | Kiel                |
| 46       | 1994-1995 | Kiel                |
| 47       | 1995-1996 | Kiel                |
| 48       | 1996-1997 | Lemgo               |
| 49       | 1997-1998 | Kiel                |
| 50       | 1998-1999 | Kiel                |
| 51       | 1999-2000 | Kiel                |
| 52       | 2000-2001 | Magdeburgo          |
| 53       | 2001-2002 | Kiel                |
| 54       | 2002-2003 | Lemgo               |
| 55       | 2003-2004 | Flensburg-Handewitt |
| 56       | 2004-2005 | Kiel                |
| 57       | 2005-2006 | Kiel                |
| 58       | 2006-2007 | Kiel                |
| 59       | 2007-2008 | Kiel                |
| 60       | 2008-2009 | Kiel                |

| Edizione | Edizione  | Vincitore           |
| -------- | --------- | ------------------- |
| 61       | 2009-2010 | Kiel                |
| 62       | 2010-2011 | Amburgo             |
| 63       | 2011-2012 | Kiel                |
| 64       | 2012-2013 | Kiel                |
| 65       | 2013-2014 | Kiel                |
| 66       | 2014-2015 | Kiel                |
| 67       | 2015-2016 | Rhein-Neckar Löwen  |
| 68       | 2016-2017 | Rhein-Neckar Löwen  |
| 69       | 2017-2018 | Flensburg-Handewitt |
| 70       | 2018-2019 | Flensburg-Handewitt |
| 71       | 2019-2020 | Kiel                |
| 72       | 2020-2021 | Kiel                |
| 73       | 2021-2022 | Magdeburgo          |
| 74       | 2022-2023 | Kiel                |
| 75       | 2023-2024 | Magdeburgo          |
| 76       | 2024-2025 | Füchse Berlino      |

### Riepilogo tornei vinti per club
| Club                 | Vittorie | Edizioni |
| -------------------- | -------- | --- |
| Kiel                 | 23       | 1957, 1962, 1963, 1993-94, 1994-95, 1995-96, 1997-98, 1998-99, 1999-00, 2001-02, 2004-05, 2005-06, 2006-07, 2007-08, 2008-09, 2009-10, 2011-12, 2012-13, 2013-14, 2014-15, 2019-20, 2020-21, 2022-23 |
| Gummersbach          | 12       | 1966, 1966-67, 1968-69, 1972-73, 1973-74, 1974-75, 1975-76, 1981-82, 1982-83, 1984-85, 1987-88, 1990-91                                                                                              |
| Frisch Auf Göppingen | 9        | 1954, 1955, 1958, 1959, 1960, 1961, 1965, 1969-70, 1971-72 |
| Großwallstadt        | 6        | 1977-78, 1978-79, 1979-80, 1980-81, 1983-84, 1989-90 |
| Polizei Amburgo      | 4        | 1950, 1951, 1952, 1953 |
| Magdeburgo           | 3        | 2000-01, 2021-22, 2023-24 |
| Flensburg-Handewitt  | 3        | 2003-04, 2017-18, 2018-19 |
| Essen                | 3        | 1985-86, 1986-87, 1988-89 |
| Rhein-Neckar Löwen   | 2        | 2015-16, 2016-17 |
| Lemgo                | 2        | 1996-97, 2002-03 |
| Wallau-Massenheim    | 2        | 1991-92, 1992-93 |
| Grün-Weiß Dankersen  | 2        | 1970-71, 1976-77 |
| Berliner SV 1892     | 2        | 1956, 1964 |
| Füchse Berlino       | 1        | 2024-25 |
| Amburgo              | 1        | 2010-11 |
| Leutershausen        | 1        | 1967-68 |